# Simone (serie animata)
Simone (Simon) è una serie televisiva animata francese destinata ai bambini dai 2 ai 5 anni basata sui libri di Stéphanie Blake pubblicati da L'Ecole des Loisirs, diretto da Julien Cayot, adattato da Thomas Forwood e Stéphanie Blake e prodotto da GO-N Productions con la partecipazione di France Télévisions. La serie è stata presentata in anteprima in Francia il 17 dicembre 2016 sul canale francese France 5 prima di essere esportata in tutto il mondo. In Italia è stato trasmesso in prima visione su Cartoonito dal 7 dicembre 2017.

## Personaggi
- Simone: È un coniglietto di 6 anni pieno di energia, dinamico, prende iniziative, è creativo, molto furbo e birichino, gli piace credere di essere un supereroe mascherandosi da Superconiglio e, con l'aiuto del fratellino Gaspare e i suoi amici Lulù e Ferdinando, unirà le forze per sabotare gli infidi piani e sconfiggere il terribile, stupido e sfortunato Professor Lupo nella serie Simone Superconiglio. Di fronte a una difficoltà, una paura, torna spesso ad essere un piccolo coniglio. E non si vergogna di confidarsi con i suoi genitori e di chiedere loro un consiglio e la loro protezione. Doppiato da Emanuela Damasio[1].
- Gaspare: è il fratellino di Simone. Ha 3 anni, porta il pannolino e ancora non va a scuola. Si esprime in maniera chiara anche se non sa ancora parlare bene. Adora il fratello più grande e lo ammira.  Doppiato da Valentina Pallavicino[1].
- Eva: è la mamma di Simone e di Gaspare. È moderna ed elegante. Lavora molto, ma la sera fa in modo di rientrare presto a casa. È dolce e affettuosa e trabocca di energia. Prima di andare a letto, spesso legge una storia ai suoi piccoli. Doppiata da Francesca Manicone[1].
- Andrea: è il papà di Simone e di Gaspare. È più presente di Eva, poiché lavora a casa: è un ebanista. Il suo laboratorio si trova nella capanna del giardino. È un padre affettuoso, attento e fantasioso. È un sognatore, e appassionato di tutto ciò che fa. Doppiato da Alessandro Rigotti[1].
- Lulù: è amica e compagna di classe di Simone e abita sulla sua stessa strada. Cerca di attirare l'attenzione dei suoi compagni, indossa sempre un bel vestito e delle adorabili mollette. Ma ama anche giocare a calcio, andare in bicicletta e correre senza fine.
- Ferdinando: è il vicino di Simone ed è anche il suo migliore amico. Insieme a lui gli piace giocare fuori e per loro i loro giardini sono dei campi da gioco. Sempre felici di vedersi, sono spesso in competizione e a volte finiscono per litigare, ma fanno subito pace. Doppiato da Germana Savo.
- Manù: è compagno di classe di Simone. Fa parte di una piccola band con Simone, Lulù e Ferdinando ed è il più giovane, ma il più grande. Manù è spesso di buon umore. Non ama i conflitti e spesso è lui a mettere pace tra Simone e Ferdinando quando litigano. Rispetto a Lulù e Ferdinando, appare poco.
- Nonno e Nonna: sono i genitori di Eva, hanno circa sessant'anni e sono in pensione. Vivono in campagna in una piccola casa, non molto lontano dal mare. Nonno Arturo è un eccellente narratore, eccelle anche nell'invenzione di storie oniriche dove realtà e fantasia si intrecciano. Non sempre Simone e Gaspare riescono a distinguere ciò che è vero da ciò che non lo è. La nonna di Simone è molto occupata con il giardino e con l'orto. Anche lei ha un umore giocoso come quello di suo marito.
- Professor Lupo: l'antagonista principale della serie Simone Superconiglio è un terribile, stupido e sfortunato lupo verde vestito di rosso con i pantaloni e gli stivali neri che, in tutti i modi, tenta con le sue sinistre e bizzarre invenzioni di sbarazzarsi definitivamente di Simone, Ferdinando, Lulù e Gaspare. per la conquista del mondo. Ma, nonostante i suoi fallimenti, i suoi acerrimi nemici lo sconfiggono per riportare tutte le refurtive ai loro legittimi proprietari.

## Doppiatori
| Personaggi                | Doppiatori Francesi                                                      | Doppiatori Italiani   |
| ------------------------- | ------------------------------------------------------------------------ | --------------------- |
| Simone                    | Salomé Zeitoun (st.1-3) Ethan Mouredon (st.4)                            | Emanuela Damasio      |
| Gaspare                   | Tony Sanial (st.1-3) Ethan Maury (st.4)                                  | Valentina Pallavicino |
| Eva (Mamma)               | Magali Bonfils                                                           | Francesca Manicone    |
| Andrea (Papà)             | Mathias Casartelli                                                       | Alessandro Rigotti    |
| Lulù                      | Mahogany-Elfie Elis (st.1-2) Hannah Vaubien (st.3) Cerise Vaubien (st.4) | Joy Saltarelli        |
| Ferdinando                | Kylian Trouillard (st.1) Charley Dethière (st.2-3) Keanu Peyran (st.4)   | Germana Savo          |
| Manù                      |                                                                          | Ilaria Latini         |
| Maestra                   | Angèle Humeau                                                            | Ilaria Latini         |
| Nonno                     | Anatole De Bodinat                                                       | Gianni Giuliano       |
| Nonna                     | Hayden Connedy                                                           |                       |
| Massimo (ep.1.31)         |                                                                          | Antonella Baldini     |
| Professor Lupo (ep.4.01+) |                                                                          | Edoardo Stoppacciaro  |
| Signore (ep.4.13)         |                                                                          | Gianluca Machelli     |

## Episodi

### Stagione 1 (2016-17)
| nº | Titolo italiano             | Titolo originale                | Prima TV Francia | Prima TV Italia |
| -- | --------------------------- | ------------------------------- | ---------------- | --------------- |
| 1  | Super Coniglio              | Superlapin                      |                  | 7 dicembre 2017 |
| 2  | In bici senza rotelle       | Les petites roues               | 19 dicembre 2016 |                 |
| 3  | L'elfo dei pomodori         | Les tomates                     | 20 dicembre 2016 |                 |
| 4  | La prima volta in piscina   | Je veux pas aller à la piscine  | 21 dicembre 2016 |                 |
| 5  | La notte di Natale          | Noyeux Joël                     | 17 dicembre 2016 |                 |
| 6  | Il primo giorno di scuola   | Je veux pas aller à l'école     |                  |                 |
| 7  | Che vinca il migliore!      | J'ai gagné                      | 22 dicembre 2016 |                 |
| 8  | Paura del dentista          | Ah! Pas le dentiste             | 31 dicembre 2016 |                 |
| 9  | Micro-mini insetti          | Une petite bête de rien du tout | 21 dicembre 2016 |                 |
| 10 | Sfida sulla neve            | Perdu d'avance                  | 26 dicembre 2016 |                 |
| 11 | Il regalo nascosto          | Le secret                       | 23 dicembre 2016 |                 |
| 12 | La prima volta in aereo     | On prend l'avion                | 24 dicembre 2016 |                 |
| 13 | Un fratellino appiccicoso   | Pot de colle                    | 27 dicembre 2016 |                 |
| 14 | La sorpresa                 | Il est bizarre Papa             | 28 dicembre 2016 |                 |
| 15 | Piuma                       | Plume                           | 29 dicembre 2016 |                 |
| 16 | Un fratellino copione       | Copieur                         | 30 dicembre 2016 |                 |
| 17 | La baby sitter              | Papa et maman sortent           |                  |                 |
| 18 | Il compleanno della mamma   | Bon anniversaire maman          |                  |                 |
| 19 | Il capo                     | C'est moi le chef               |                  |                 |
| 20 | Come cane e gatto           | Comme chien et chat             |                  |                 |
| 21 | L'aquilone                  | Trop fort                       |                  |                 |
| 22 | La macchinina scomparsa     | Disparu                         |                  |                 |
| 23 | La band dei coniglietti     | Bling Blang                     |                  |                 |
| 24 | Il piccolo infermiere       | Assistant docteur               |                  |                 |
| 25 | Il migliore amico di Simone | Pas facile de choisir           |                  |                 |
| 26 | Pidocchi!                   | Ah! Les poux                    |                  |                 |
| 27 | Meglio piccoli              | C'est nul d'être grand          |                  |                 |
| 28 | Litigi fra amici            | Je suis plus ton copain         |                  |                 |
| 29 | Una notte speciale          | La nuit chez Ferdinand          |                  |                 |
| 30 | Bravo come papà             | Tout comme papa                 |                  |                 |
| 31 | Un drago in giardino        | J'ai un dragon                  |                  |                 |
| 32 | La super trottola           | Copain obligatoire              |                  |                 |
| 33 | Nascondino                  | Tricheur                        |                  |                 |
| 34 | Il cugino grande            | Le grand cousin                 |                  |                 |
| 35 | Il saggio della scuola      | Un drôle d'arbre                |                  |                 |
| 36 | A caccia di granchi         | Pêche aux crabes                |                  |                 |
| 37 | Ragazzi grandi              | Les grands                      |                  |                 |
| 38 | A casa dei nonni            | On veut pas partir              |                  |                 |
| 39 | Scherzi sulla neve          | Les boules de neige             |                  |                 |
| 40 | Il pisolino mancato         | Pas sommeil                     |                  |                 |
| 41 | Le foglie birichine         | Tout à l'heure                  |                  |                 |
| 42 | La pallacanestro            | Panier                          |                  |                 |
| 43 | Senza luce                  | Même pas peur                   |                  |                 |
| 44 | Ciao ciao Dudù              | Plus de doudou                  |                  |                 |
| 45 | In campeggio                | Le camping                      |                  |                 |
| 46 | Un paguro da salvare        | Sauver Bernard                  |                  |                 |
| 47 | Arriva Super Coniglio!      | Attention j'arrive              |                  |                 |
| 48 | Il criceto Alberto          | Albert le hamster               |                  |                 |
| 49 | Un accordo è un accordo     | Donner c'est donner             |                  |                 |
| 50 | Super fratellone            | Super grand frère               |                  |                 |
| 51 | Buonanotte sull'albero      | La nuit dans la cabane          |                  |                 |
| 52 | Il signor Combinaguai       | Le champion des bêtises         | 8 gennaio 2017   |                 |

### Stagione 2 (2018-19)
| nº | Titolo italiano                  | Titolo originale                   | Prima TV Francia | Prima TV Italia |
| -- | -------------------------------- | ---------------------------------- | ---------------- | --------------- |
| 1  | Sono io il più forte             | C'est qui le plus fort?            | 2018             |                 |
| 2  | Il viaggio in nave               | On part en vacances                |                  |                 |
| 3  | Un bel pasticcio                 | J'ai fait une bêtise               |                  |                 |
| 4  | La sorpresa nascosta             | J'adore les surprises              |                  |                 |
| 5  | È ora di fare il bagno!          | Des étoiles pour maman             |                  |                 |
| 6  | Il temporale                     | J'ai pas peur de l'orage           |                  |                 |
| 7  | Il bagnetto di Elvis             | Au bain Elvis                      |                  |                 |
| 8  | La mucca Rosetta                 | En route pour la ferme             |                  |                 |
| 9  | Una giornata al mare             | Tu le fais exprès Gaspard          |                  |                 |
| 10 | Piccolo monello                  | Caca boudeur                       |                  |                 |
| 11 | L'albero dei giocattoli          | L'arbre à jouets                   |                  |                 |
| 12 | Oh no, gli amici di Gaspare, no! | Oh non pas les copains de Gaspard  |                  |                 |
| 13 | Il corso di nuoto                | Super, le cours de piscine!        |                  |                 |
| 14 | Il fazzolettino nascosto         | Le doudou bien caché               |                  |                 |
| 15 | Lo skateboard                    | Je l'ai vu en premier!             |                  |                 |
| 16 | La corsa nei sacchi              | La course en sac                   |                  |                 |
| 17 | Vincere la timidezza             | Trop timide                        |                  |                 |
| 18 | Posso farlo da solo              | C'est qui le meilleur?             |                  |                 |
| 19 | La gara di corsa                 | Le T-shirt le plus rapide du monde |                  |                 |
| 20 | Il carro attrezzi                | La dépanneuse                      |                  |                 |
| 21 | L'anatra birichina               | Je veux faire du tracteur          |                  |                 |
| 22 | Non riesco a dormire             | J'arrive pas à dormir              |                  |                 |
| 23 | Il compleanno di Lulù            | L'anniversaire de Lou              |                  |                 |
| 24 | Il regalo misterioso             | La méga giga top surprise          |                  |                 |
| 25 | Un riccio per amico              | Piko le hérisson                   |                  |                 |
| 26 | Il tesoro dei pirati             | C'est notre trésor                 |                  |                 |
| 27 | Paura del palcoscenico           | Je veux pas faire le spectacle     |                  |                 |
| 28 | Gita nel bosco                   | La sortie de classe                |                  |                 |
| 29 | La canoa supersonica             | Le canoë supersonique              |                  |                 |
| 30 | Che odorino quel doudou          | Le doudou, beuuurk...              |                  |                 |
| 31 | Una notte in treno               | On va dormir dans le train         |                  |                 |
| 32 | La giornata dei supereroi        | Super lapin à l'école              | 24 dicembre 2016 |                 |
| 33 | I tre supereroi                  | Tous des super héros!              |                  |                 |
| 34 | Un mostro buffo                  | Un drôle de monstre                |                  |                 |
| 35 | I mostri non esistono            | Les monstres ça n'existe pas!      |                  |                 |
| 36 | Posso farlo da solo              | Je suis cap de le faire tout seul  |                  |                 |
| 37 | Battaglia di palle di neve       | Bataille de boules de neige        |                  |                 |
| 38 | Caccia al doudou                 | Le doudou perdu                    |                  |                 |
| 39 | Il maxiscivolo                   | Le méga toboggan de la piscine     |                  |                 |
| 40 | Le fate della foresta            | Les fées de la forêt               |                  |                 |
| 41 | Piccoli litigi                   | Mais… c'est pas juste              |                  |                 |
| 42 | Milù sulla neve                  | Milou dans la neige                |                  |                 |
| 43 | Lezione di vela                  | Moi je sais faire du bateau        |                  |                 |
| 44 | Supereroi alla riscossa          | On est des super héros!            |                  |                 |
| 45 | Piccoli e grandi                 | T'es qu'un bébé!                   |                  |                 |
| 46 | Un gioco da grandi               | Trop fastoche les raquettes        |                  |                 |
| 47 | Giochi mattutini                 | On joue à chat!                    |                  |                 |
| 48 | Super arbitro                    | Super arbitre!                     |                  |                 |
| 49 | A scuola sui pattini             | Trop bien les rollers!             |                  |                 |
| 50 | La squadra migliore              | La meilleure équipe                |                  |                 |
| 51 | L'animaletto misterioso          | On n'est pas des menteurs!         |                  |                 |
| 52 | La molletta smarrita             | On va les retrouver!               | 2019             |                 |

### Stagione 3 (2020-21)
| nº | Titolo italiano                       | Titolo originale                  | Prima TV Francia | Prima TV Italia   |
| -- | ------------------------------------- | --------------------------------- | ---------------- | ----------------- |
| 1  | Salite e discese                      | Tous en vélo                      | 2020             | 14 settembre 2020 |
| 2  | Prove sulla spiaggia                  | J'peux y arriver                  |                  | 14 settembre 2020 |
| 3  | Pompieri per un giorno                | On est des vrais pompiers         |                  | 14 settembre 2020 |
| 4  | La caccia al tesoro                   | Le trésor de maman                |                  | 15 settembre 2020 |
| 5  | Incubo, vai via!                      | Cauchemar va-t-en                 |                  | 15 settembre 2020 |
| 6  | Lavori domestici                      | Je m’en occupe                    |                  | 15 settembre 2020 |
| 7  | Un papà davvero coraggioso            | Il n’a peur de rien papa          |                  | 16 settembre 2020 |
| 8  | A casa di Ferdinando                  | J’ai envie de faire pipi          |                  | 16 settembre 2020 |
| 9  | A scuola con la neve                  | On va à l’école                   |                  | 16 settembre 2020 |
| 10 | Il compleanno di Ferdinando           | L’anniversaire de Ferdinand       |                  | 17 settembre 2020 |
| 11 | L'aereo in ritardo                    | Papi Charles                      |                  | 17 settembre 2020 |
| 12 | Le bolle di sapone                    | Rapporteur                        |                  | 17 settembre 2020 |
| 13 | Il bernoccolo                         | Non pas l’hôpital                 |                  | 18 settembre 2020 |
| 14 | Elvis, il re dei frisbee              | Pas le frisbee, Elvis             |                  | 18 settembre 2020 |
| 15 | Lulù aggiusta-tutto                   | Le camion de Ferdinand            |                  | 18 settembre 2020 |
| 16 | Presto, presto, i fuochi d'artificio! | Vite, le feu d’artifice           |                  | 21 settembre 2020 |
| 17 | Il coniglietto più buffo              | Le premier qui rigole a perdu     |                  | 21 settembre 2020 |
| 18 | Il ragnetto e la barca di carta       | Faut sauver l’araignée            |                  | 21 settembre 2020 |
| 19 | Un parco giochi in spiaggia           | Le club de plage                  |                  | 22 settembre 2020 |
| 20 | La fantastica super Lulù              | Elle est trop forte Super Lou!    |                  | 22 settembre 2020 |
| 21 | Il gattino                            | Le petit chat                     |                  | 22 settembre 2020 |
| 22 | Il ladro misterioso                   | C’est pas moi                     |                  | 23 settembre 2020 |
| 23 | Il mega frullato di super banane      | La méga soupe de super bananes    |                  | 23 settembre 2020 |
| 24 | Il mostro cattivo                     | C’est pas une blague              |                  | 23 settembre 2020 |
| 25 | Il giocattolo prestato                | Tu nous la prêtes?                |                  | 24 settembre 2020 |
| 26 | Uova, latte e mele                    | Les courses à la ferme            |                  | 24 settembre 2020 |
| 27 | Un costume per due                    | Les supers animaux                |                  | 24 settembre 2020 |
| 28 | Missione merenda                      | Super lapin                       |                  | 25 settembre 2020 |
| 29 | Il costume rubato                     | La grande parade des animaux      |                  | 25 settembre 2020 |
| 30 | Veloce come un fulmine                | La voiture rapide comme l’éclair  |                  | 25 settembre 2020 |
| 31 | Il compleanno di papà                 | L’anniversaire de papa            |                  | 28 settembre 2020 |
| 32 | La trottola                           | La méga super toupie              |                  | 28 settembre 2020 |
| 33 | Tutti da Lulù                         | On veut rester chez Lou           |                  | 28 settembre 2020 |
| 34 | È il mio compleanno!                  | C’est mon anniversaire            |                  | 29 settembre 2020 |
| 35 | La canzone della rana                 | La chanson des grenouilles        |                  | 29 settembre 2020 |
| 36 | Il Super Gatto ferito                 | Milou chez la vétérinaire         |                  | 29 settembre 2020 |
| 37 | La danza dell'arcobaleno              | Reviens l’arc en ciel             |                  | 30 settembre 2020 |
| 38 | Una prova per Capitan Coniglio        | Mais si tu es un super héros      |                  | 30 settembre 2020 |
| 39 | La mia nuova amica                    | Ma nouvelle super copine          |                  | 30 settembre 2020 |
| 40 | Coco il pappagallo                    | Coco le perroquet                 |                  | 1 ottobre 2020    |
| 41 | Il mostro spaziale                    | C’est pas moi qui fait le monstre |                  | 1 ottobre 2020    |
| 42 | La baita in montagna                  | Le refuge de montagne             |                  | 1 ottobre 2020    |
| 43 | Pigiama party da Simone               | Chut, il faut faire dodo          |                  | 2 ottobre 2020    |
| 44 | Una notte in albergo                  | La super nuit à l’hôtel           |                  | 2 ottobre 2020    |
| 45 | I miei nuovi amici                    | J’ai des nouveaux copains         |                  | 2 ottobre 2020    |
| 46 | La gara delle mamme                   | C’est la meilleur ma maman        |                  | 5 ottobre 2020    |
| 47 | Il trenino a vapore                   | C’est pas à toi                   |                  | 5 ottobre 2020    |
| 48 | Super missione!                       | Super mission!                    |                  | 5 ottobre 2020    |
| 49 | La lettera per Babbo Natale           | C’est bientôt Noël                |                  | 6 ottobre 2020    |
| 50 | La paperella e il pallone             | Je reviens tout de suite          |                  | 6 ottobre 2020    |
| 51 | Gli occhialini di papà                | La médaille de piscine            |                  | 6 ottobre 2020    |
| 52 | Acchiappa-palla                       | On a inventé un super jeu         | 2021             | 7 ottobre 2020    |

### Stagione 4 (2022-23 con il titolo diSimone Superconiglio)
| nº | Titolo italiano                 | Titolo originale                  | Prima TV Francia | Prima TV Italia |
| -- | ------------------------------- | --------------------------------- | ---------------- | --------------- |
| 1  | Intrappolati dal lupo           | Piégés par le loup                |                  |                 |
| 2  | Il ladro di caramelle           | Le voleur de bonbons              |                  |                 |
| 3  | Il cappello di Capitan Coniglio | Sauvetage à la plage              |                  |                 |
| 4  | Il robot Mega-Zanzara           | Attention au robot moustique      |                  |                 |
| 5  | La pianta degli spaghetti       | Le super arbre à spaghettis       |                  |                 |
| 6  | Scontro fra supereroi           | La dispute des super héros        |                  |                 |
| 7  | Il tesoro perduto               | Le méga trésor de billes          |                  |                 |
| 8  | Non e' l'ora della nanna        | Qui a volé la lune                |                  |                 |
| 9  | Il tesoro della piovra          | Le trésor du monstre du bain      |                  |                 |
| 10 | Lascia stare il gatto!          | Mission : sauvons le chat         |                  |                 |
| 11 | Che cos'e' questo rumore?       | C'est quoi ces bruits bizarres?   |                  |                 |
| 12 | La base segreta                 | Cabane secrète en danger          |                  |                 |
| 13 | Operazione drago                | La sieste du dragon               |                  |                 |
| 14 | Le mele scomparse               | Miam, un goûter pour Superlapin!  |                  |                 |
| 15 | La colonia di formiche          | Sauvons la reine des fourmis!     |                  |                 |
| 16 | Il nuovo supereroe              | Le nouveau super héros            |                  |                 |
| 17 | Il sole che splende troppo      | Sauvez les pâtes à modeler        |                  |                 |
| 18 | L'astronave in fondo al mare    | Le sous-marin du professeur Wolf  |                  |                 |
| 19 | Una missione per Super Elvis    | Une mission pour Super Elvis      |                  |                 |
| 20 | Il gioco del Professor Lupo     | Le jeu du Professeur Wolf         |                  |                 |
| 21 | Capriole spaziali               | La course des méga vaisseaux      |                  |                 |
| 22 | Super Elvis il cane eroe        | Super Elvis, le chien super héros |                  |                 |
| 23 | La casa ghiacciata              | Quel froid, ça glace!             |                  |                 |
| 24 | La scorpacciata di fragole      | Partage de giga fraises           |                  |                 |
| 25 | Gli eroi del calcio             | Le foot de super héros            |                  |                 |
| 26 | Missione anti-pidocchi!         | Mission anti-poux                 |                  |                 |
| 27 | La gallina in fuga              | Sauvetage à la ferme              |                  |                 |
| 28 | Tutti per uno                   | Une super équipe                  |                  |                 |
| 29 | Alla ricerca delle chiavi       | Mission : retrouver les clés!     |                  |                 |
| 30 | Melma di lumaca                 | La Bave de l’escargot             |                  |                 |
| 31 | Il mare troppo caldo            | Attention les méduses             |                  |                 |
| 32 | Un battibecco tra amici         | Meilleurs copains                 |                  |                 |
| 33 | Il canto delle rane             | Grenouilles en danger             |                  |                 |
| 34 | Operazione Super Grande         | Mission super grand               |                  |                 |
| 35 | La macchina dei temporali       | Attention aux éclairs             |                  |                 |
| 36 | I semini super dolci            | L'oiseau du Professeur Wolf       |                  |                 |
| 37 | La maschera rubata              | Le chapeau du dragon              |                  |                 |
| 38 | Lezioni di volo                 | Mission pilotage                  |                  |                 |
| 39 | Operazione granchio             | Mission crabe                     |                  |                 |
| 40 | Pericolo foto                   | Danger photo                      |                  |                 |
| 41 | La gara di smorfie              | Le duel des grimaces              |                  |                 |
| 42 | Il pelo del lupo cattivo        | Le méga gâteau de super héros     |                  |                 |
| 43 | Il furbo Capitan Coniglio       | Le méga robot qui sait tout       |                  |                 |
| 44 | A caccia di super lumache       | La chasse aux mégas escargots     |                  |                 |
| 45 | La mega biglia                  | Giga bille                        |                  |                 |
| 46 | Un percorso da supereroi        | Le super méga parcours            |                  |                 |
| 47 | Il mio amico Grande Mimi'       | Arrêtez de vous faire la tête!    |                  |                 |
| 48 | Il nuovo orologio di Ferdinando | Méga montre perdue                |                  |                 |
| 49 | Il robot di Super Ferdi         | Le robot de SuperFerdi            |                  |                 |